# Phineus-Maler

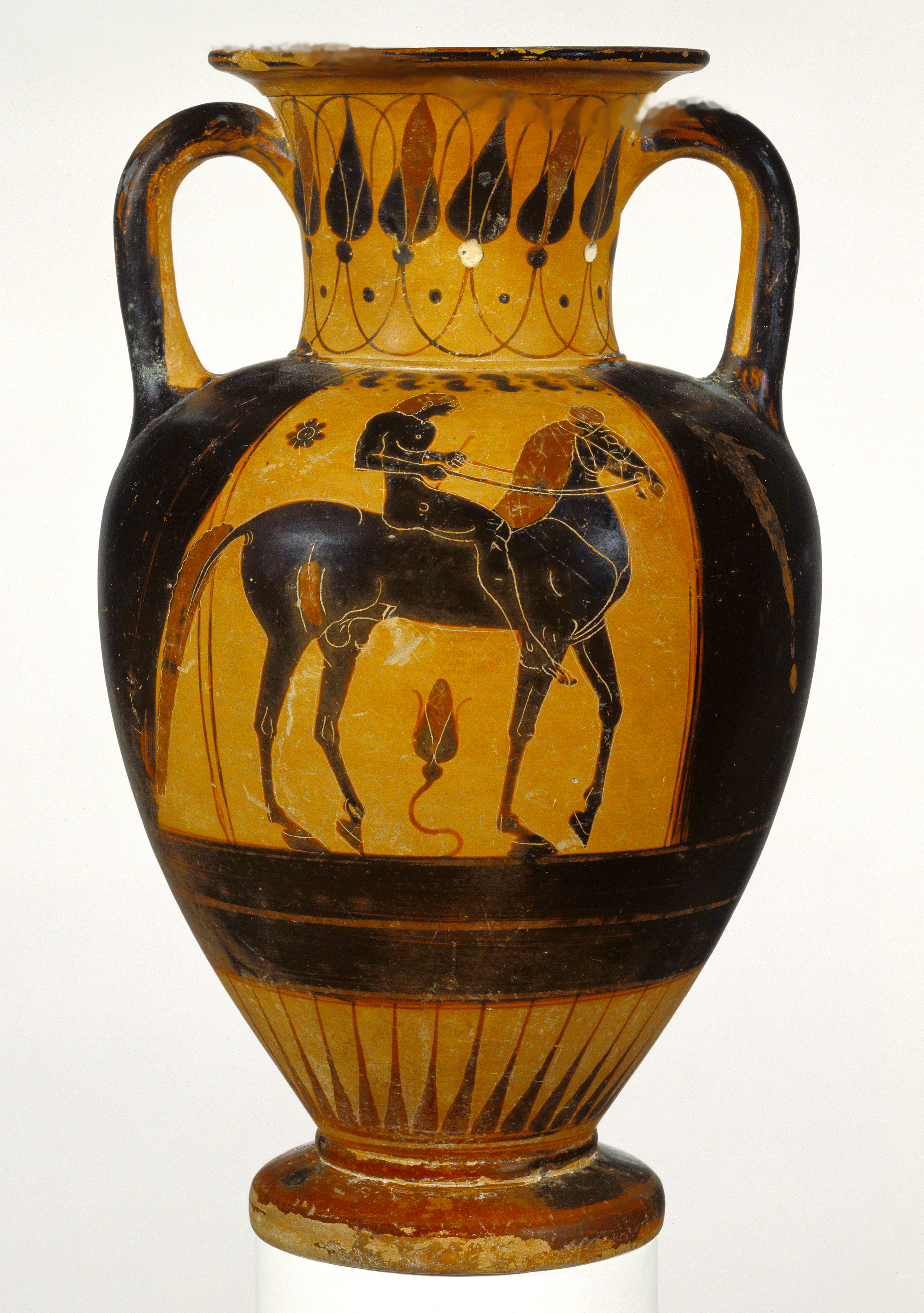
Halsamphora mit der Darstellung eines Reiters, um 520 v. Chr.; J. Paul Getty Museum.

Mit dem Notnamen Phineus-Maler wird ein griechischer Vasenmaler bezeichnet, der als einer der beiden Hauptvertreter der Chalkidischen Vasenmalerei gilt und dessen Werke in die Zeit zwischen 540 und 520 v. Chr. (nach anderer Datierung zwischen 530 und 510 v. Chr.) datiert werden.

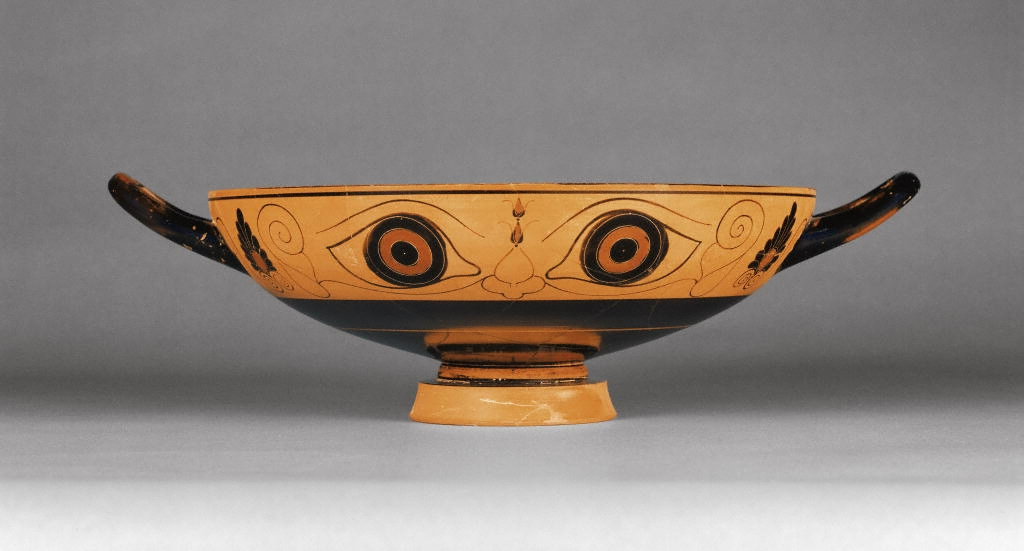
Augenschale, um 520 v. Chr.; J. Paul Getty Museum

Der Phineus-Maler ist neben dem Inschriften-Maler, auf den er chronologisch folgt, der zweite Hauptmeister der Chalkidischen Vasenmalerei. Möglicherweise übernahm er die Werkstatt des Inschriften-Malers, der wohl auch sein Ausbilder war. Somit ist anzunehmen, dass er auch der Töpfer, nicht nur der Vasenmaler seiner Werkstatt war. Er erhielt seinen Notnamen nach einer Augenschale der Antikensammlung des Martin von Wagner Museums in Würzburg, auf deren Innenfries der ruhende Phineus, die Boreaden und die Harpyien sowie der Wagenzug von Dionysos und Ariadne zu sehen sind. 
Anders als sein Vorgänger zeigt der Phineus-Maler nur wenige Mythenbilder, darunter die Rückführung des Hephaistos in den Olymp sowie Tydeus und Polyneikes in Argos. Vorherrschend sind Tier- und Fabelwesenfriese sowie symmetrische Tierbilder mit Mittelornamenten, außerdem Bilder von Männern, Frauen, Jünglingen und Reitern in verschiedenen Zusammenstellungen. Der Stil des Künstlers zeichnet sich durch große Eleganz aus. Seine Bilder, mit denen er vor allem Augenschalen und Halsamphoren, aber auch Hydrien, Oinochoen und Skyphoi verzierte, lassen einen starken ionischen Einfluss erkennen. Die Augenschalen, die er mit Tier- und Menschenohren verzierte, wirken sehr maskenhaft und erinnern oft an Satyrn. Seine Tierfriese stehen in einer orientalisierenden Tradition, waren schon seit rund 150 Jahren nicht mehr zeitgemäß und sind auch die letzten nennenswerten Bilder dieser Art. Seine Werke wurden vor allem in Vulci, Rhegion und Lokroi Epizephyrioi gefunden.
Die Werke des Phineus-Malers sind nicht immer leicht von denen der ihm nahestehenden Gruppe der Phineus-Schale zu trennen. Zusammen haben die Maler etwa 160 erhaltene Vasen geschaffen und zeichnen damit für einen großen Teil der etwa 600 erhaltenen Chalkidischen Vasen verantwortlich. Mit dem Phineus-Maler endete die Chalkidische Vasenmalerei nach etwa 50 Jahren so abrupt, wie sie in Erscheinung trat. Möglicherweise wanderten ein oder zwei Töpfermaler des Stils nach Etrurien aus und begründeten dort die Pseudo-Chalkidische Vasenmalerei.